# 須山彩
須山 彩（すやま あや、1982年12月14日 - ）は、日本の女性俳優。
東京都出身。NHK教育『天才てれびくん』1993年度 - 1995年度てれび戦士として知られている。

## 略歴
東京児童劇団に所属し、子役として活動。1999年、芸能界引退。2009年、香港の映画『Kong Hong: Lost in Love』にホステス役で出演。

## 出演

### バラエティ
- 天才てれびくん（1993年4月 - 1996年3月、NHK教育テレビ） - てれび戦士

### テレビドラマ
- 温泉に行きたい（1992年、TBSテレビ）
- 世にも奇妙な物語3「逆転」（1992年9月17日、フジテレビ）
- 乳の虎 良寛ひとり遊び（1993年1月1日、NHK総合テレビ）
- 懐かしい骨（1993年1月19日、日本テレビ）
- バスガイド愛子（1993年8月30日、TBSテレビ）
- 菊亭八百善の人びと 幻の高級江戸料理!美人女将の細腕繁盛記（1994年2月3日、テレビ朝日）
- 金曜エンタテイメント「1999我が家の事情」（1994年9月2日、フジテレビ）
- さすらい刑事旅情編VII 第21話「大金入りカバン!女秘書の古傷」（1995年3月15日、テレビ朝日）
- お父さんのロックンロール（1995年6月16日、フジテレビ） - 小筆 役
- 秋の殺人者（1995年10月14日、テレビ朝日）
- 神様、もう少しだけ 第6話（1998年8月11日、フジテレビ）

### その他のテレビ番組
- クイズ・ゾクゾク妖怪伝（1992年8月12日、NHK総合テレビ）
- クイズ百点満点（NHK総合テレビ）
- ミッキー&舞ちゃんの夢と魔法のクリスマス（1993年12月25日、NHK総合テレビ）
- 第44回NHK紅白歌合戦（1993年12月31日、NHK）

### 映画
- 新生トイレの花子さん（1998年） - 倉橋かおり 役
- Kong Hong: Lost in Love（2009年） - ホステス 役[1]

### CM
- 公文式
- 永谷園、広東風かに玉
- 集英社、りぼん
- NEC、CanBe

## 書籍

### 写真集
- 少女のアルバム｢ガラスの動物園｣（英知出版）ISBN 978-4754211486